# John Alcock (pilóta)

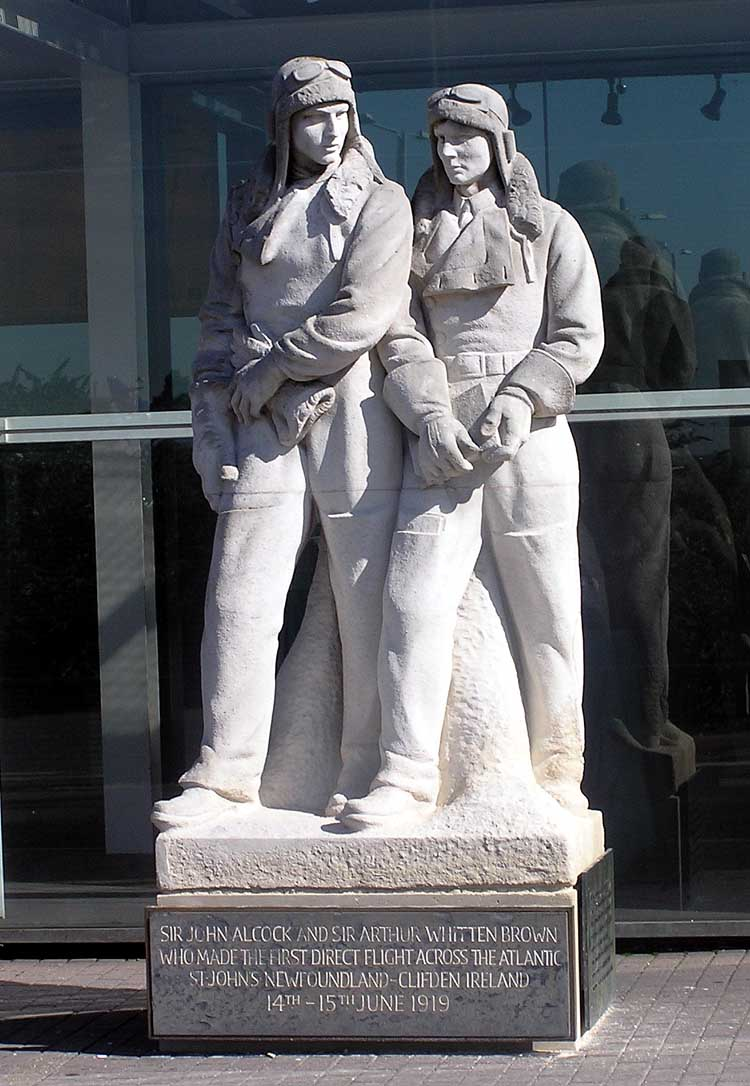
Alcock és Brown szobra Londonban, a Heathrow repülőtéren

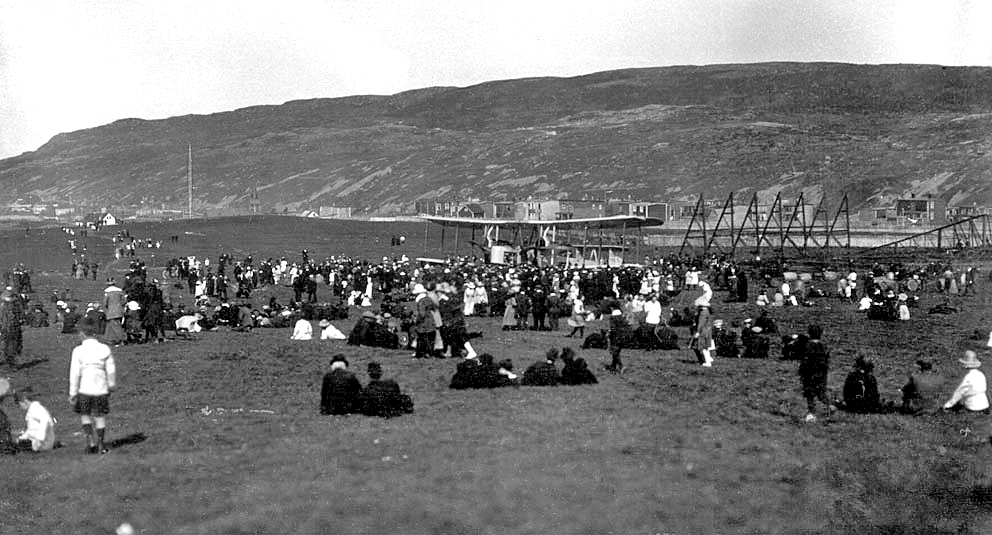
A Vickers Vimy és a nézők a felszállás előtt St. John’s-ban

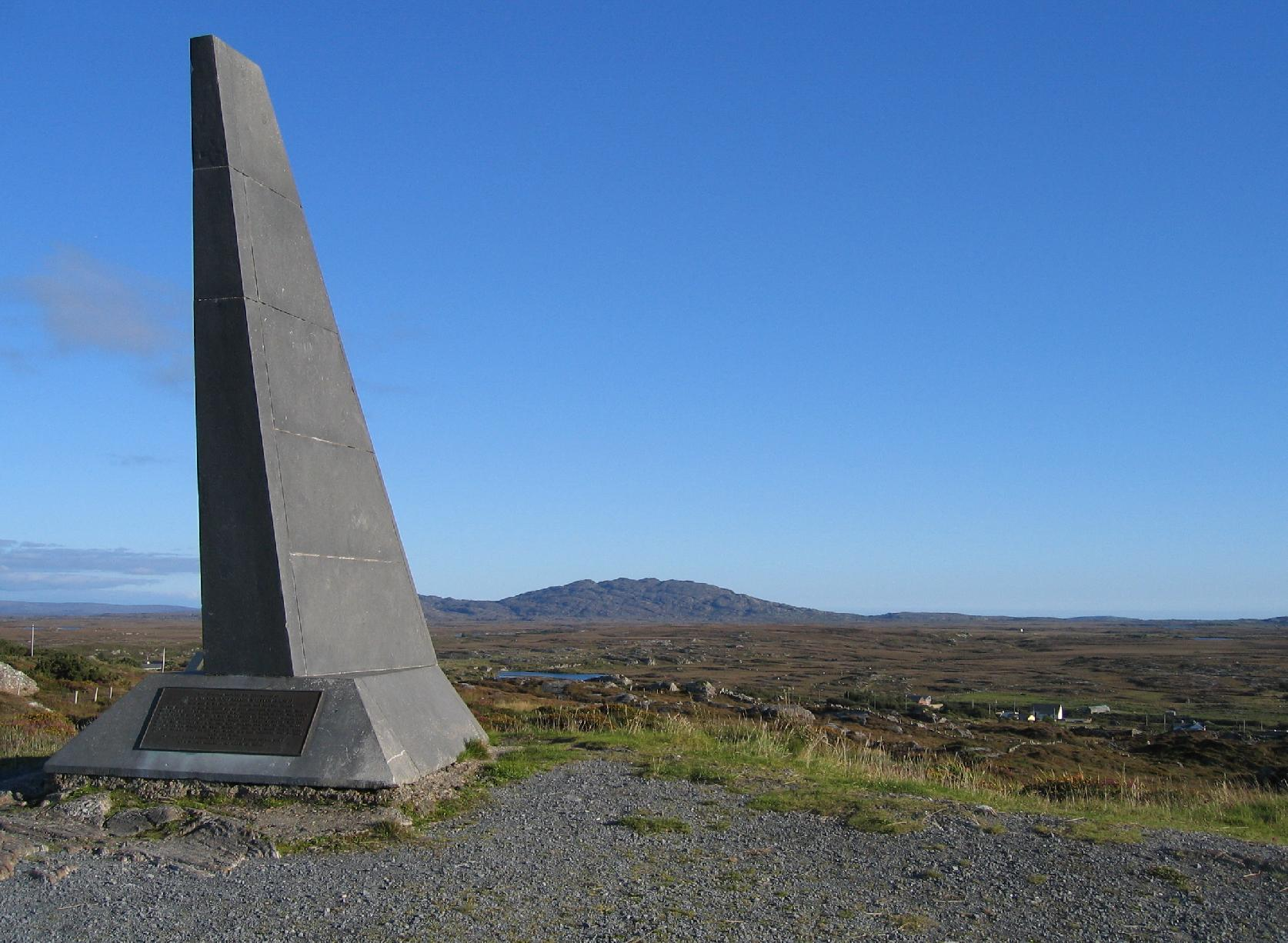
Az első transzatlanti repülés emlékműve a leszállóhely közelében

Sir John William Alcock (Manchester, 1892. november 6. – Cottévrard közelében, 1919. december 18.), angol pilóta, az első óceánrepülés egyik résztvevője.

## Életpályája
Az I. világháborúban berepülőpilóta volt, és százados rendfokozatig jutott. Később repülőoktatóként dolgozott.
Az Atlanti-óceán átszelésére 1919. június 15-én indult útnak a kanadai St. John’s-ból navigátorával, Arthur W. Brownnal az angol légierőben rendszeresített Vickers Vimy kétmotoros bombázó repülőgépen. 16 óra 52 perc repülés után értek földet St. John’s-tól 3032 km re, az írországi Clifdenben. Leszálláskor a futómű egyik kereke letört, ezért a gép átbucskázott az orrán, és fejjel lefelé állt meg, de a pilótáknak nem esett baja. Sikerükkel elnyerték az első óceánrepülőknek kitűzött, 10 ezer angol fontos díjat.
Fél évvel később a Vickers gyár berepülőpilótájaként a franciaországi Rouentól nem messze lezuhant gépével, és szörnyethalt.

## Lásd még
- Arthur Whitten Brown